# 罗讷河畔埃图瓦勒
罗讷河畔埃图瓦勒（法語：Étoile-sur-Rhône，法語發音：[etwal syʁ ʁon]）是法国德龙省的一个市镇，位于该省西部，属于瓦朗斯区。

## 地理
罗讷河畔埃图瓦勒（44°50'13"N, 4°53'38"E）面积42.79 平方千米，位于法国奥弗涅-罗讷-阿尔卑斯大区德龙省，该省份为法国东南部内陆省份，北起顺时针与伊泽尔省、上阿尔卑斯省、上普罗旺斯阿尔卑斯省、沃克吕兹省和阿尔代什省接壤。
与罗讷河畔埃图瓦勒接壤的市镇（或旧市镇、城区）包括：博沙斯泰勒、罗讷河畔沙尔姆、圣乔治莱班、苏瓦永、罗讷河畔拉武尔特、阿莱克斯、博瓦隆、德龙河畔利夫龙、蒙泰莱热、蒙梅朗、蒙图瓦松、波特莱瓦朗斯。

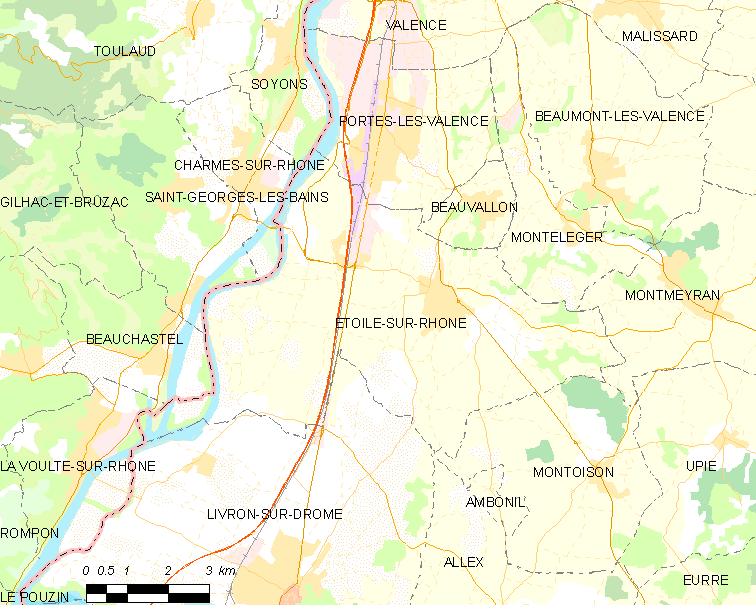
罗讷河畔埃图瓦勒的OSM定位图

罗讷河畔埃图瓦勒的时区为UTC+01:00、UTC+02:00（夏令时）。

## 行政
罗讷河畔埃图瓦勒的邮政编码为26800，INSEE市镇编码为26124。

## 政治
罗讷河畔埃图瓦勒所属的省级选区为德龙河畔洛里奥勒县。

## 人口

1962-2008年间罗讷河畔埃图瓦勒人口变化图示

罗讷河畔埃图瓦勒于2022年1月1日时的人口数量为5497人。